# Apogonia kombirana
Apogonia kombirana är en skalbaggsart som beskrevs av Brenske 1896. Apogonia kombirana ingår i släktet Apogonia och familjen Melolonthidae. Inga underarter finns listade i Catalogue of Life.